# Rogier Braye
Rogier Braye (Kortrijk, 1550 - 2 oktober 1632) was een zestiende- en zeventiende-eeuwse Zuid-Nederlandse latinist en kanunnik.

## Levensloop
Vanaf zijn studiejaren specialiseerde Braye zich op de talen van de klassieke oudheid en begon met het schrijven van Latijnse gedichten. Geboorten, huwelijken, jubilea, overlijdens waren zijn inspiratiebronnen.
In 1610 werd hij kanunnik van de collegiale Onze-Lieve-Vrouwkerk in Kortrijk. Op eigen kosten liet hij in deze kerk een altaar oprichten ter ere van de heiligen Blasius en Nicolaas en kocht ervoor een "Kruisoprichting", geschilderd door Antoon van Dyck, door de schilder voor 100 ponden aan hem geleverd. Braye werd, voor dit altaar, onder een grafmonument begraven.
Op het einde van zijn leven gaf hij zijn talrijke dichtwerken uit in verschillende boekdelen.

## Publicaties
- D. Rogerii Braye, pastoriss et canonici Virginis Cortraci, poematum sacrorum libri septem, Kortrijk, 1627.
- Selectiora apophtegmata vivarum illustrium (...), Kortrijk, 1631.